# Tosarhombus nielseni
Tosarhombus nielseni är en fiskart som beskrevs av Amaoka och Rivaton, 1991. Tosarhombus nielseni ingår i släktet Tosarhombus och familjen tungevarsfiskar. Inga underarter finns listade i Catalogue of Life.